# Grease élő
A Grease élő a Grease 1971-es musical és az azon alapuló 1978-as film 5 Emmy-díjat nyert élőtelevíziós feldolgozása, melyet a Fox sugárzott Amerikában 2016. január 31-én. Magyarországon a magyar változatot a Mafilm Audio Kft. készítette, és az HBO 2 tűzte műsorra először 2016. augusztus 20-án.
A film vezető producere Marc Platt (Doktor Szöszi, Kaliforniai álom), Thomas Kail és Alex Rudzinski rendezte. Főszerepben Julianne Hough (Menedék), Aaron Tveit (A nyomorultak), Vanessa Hudgens (High School Musical) és Carlos PenaVega (Big Time Rush). Az ötlet az NBC által készített televíziós musicalek nyomán született, mind az 1971-es musical, valamint az 1978-as Grease c. film elemeire épül. Különlegessége, hogy a színházi körülmények megteremtésére élő közönség is részt vett a színhelyeken.
A Grease élő pozitív kritikai fogadtatást kapott, főleg az általa teremtett légkört és a műsor stílusát dicsérték, valamint a színészek teljesítményét, különösen Hudgensét Betty Rizzo szerepében, akinek az édesapja a közvetítés előtti napon hunyt el. A produkciót összesen 10 Primetime Emmy-díjra jelölték, ebből ötöt meg is kapott, köztük a Kiemelkedő különkiadású műsor kategóriában is nyert.

## A produkció

### Bejelentés és szereplőválogatás
2014. április 28-án a Fox bejelentette, hogy a Paramount Televisionnel szövetkezve elkészítené a Grease háromórás, élőtelevíziós feldolgozását. Hasonló adaptációkat az NBC készített A muzsika hangjából és a Pán Péterből.
2015. január 17-én hivatalosan bejelentették, hogy Julianne Hough (aki főként egy amerikai televíziós táncversenysorozatból, a Dancing with the Starsból ismerhető, viszont a 2013-as Menedék főszereplőjeként láthatták a magyarok) Sandy szerepét, míg Vanessa Hudgens (legismertebb szerepe a Szerelmes hangjegyek Gabriellája) Rizzo szerepét vállalta el. Előbbi elmondása szerint gyerekkori álma vált valóra, míg utóbbi izgatottságát fejezte ki, hogy végre rosszindulatú és undok szerep jutott neki. 2015. május 28-án Keke Palmer (Scream Queens – Gyilkos történet) kapta meg Marty Maraschino szerepét, július 9-én Aaron Tveit (főként Broadway-darabokban játszik, de magyarok számára ismerhető A nyomorultakból) Danny Zukóként, míg Carlos PenaVega (Big Time Rush) Kenickie-ként csatlakozott a produkcióhoz. Szeptember 30-án Carly Rae Jepsent Frenchyként, Kether Donahue-t Janként, míg David Del Riót Putzie-ként válogatták a szereplőkhöz. Végül november 6-án Jordan Fisher kapta meg Doody, Andrew Call Sonny LaTierri és Yvette Gonzalez-Nacer Cha-Cha DiGregorio szerepét.

### Gyártás
A rendező, Thomas Kail az eredeti musical és a film ötvözeteként álmodta meg a Grease élőt. Például kifejezetten a filmhez írt dalokat, a Grease (Is The Word) főcímzenét, a You're the One That I Wantot és Hopelessly Devoted to You-t, valamint az eredeti színdarab filmből kihagyott két dalát, a Freddy, My Love-ot és a Those Magic Changest is társították a produkcióhoz. Néhány új dal is került a filmzenék közé, köztük kifejezetten a népszerű Carly Rae Jepsen karakterének írt All I Need Is an Angel, valamint Joe Jonas és bandája, a DNCE slágerét, a Cake by the Oceant átdolgozták az 1950-es évek stílusára, így az iskolabálon felcsendült. Továbbá Johnny Casino és zenekara szerepében a DNCE az eredeti színdarabból ismert Rock N' Roll Party Queent, Born to Hand Jive-ot, a filmben eljátszott Rock N' Roll Is Here To Stay számot, és egy korabeli együttes, a The Crickets Maybe Baby című dal átdolgozását is előadta.
A produkció fő szponzora a Coca-Cola volt, ebből adódóan például a szereplők a Frosty Palace-ben kólát ittak. Az amerikai televíziós sugárzás alapelveinek megfelelően, és annak érdekében, hogy hirdetőket szerezzenek a reklámszünetekbe, számos dalt átírtak, így a Look At Me, I'm Sandra Dee-ben az olasz káromkodást kicserélték, Marty a Freddy, My Love-ban nem csipkés fehérneműt viselne, hanem menyasszonyi csokrot tartana, ha a tengerészgyalogos udvarlója hazatér, valamint a Greased Lightnin' számos obszcén kifejezésének és szexuális utalásának eltávolítására az eredeti musical alkotója, Jim Jacobs az iskolák számára készített dalszövegét használták fel.

### Időjárási körülmények
A műsorban a kinti helyszínek használata háttérbe szorult 100%-os csapadék-előrejelzés és lehetséges zivatar miatt. Kail szerint készültek tartalék tervvel eső esetén, míg Platt elmondása alapján hónapokkal előtte belekalkulálta számításaiba az esetleges csapadékhullás lehetőségét, valamint akár esik, akár ragyog, a műsort nem halasztják el, de a biztonság élvezi az elsőbbséget.
1 órával az élő közvetítés előtt Plattet értesítették, hogy biztonsági okok miatt egyes kinti helyszíneket nem használhatnak szélvihar miatt. Miközben a csapat új helyszínt keresett a főcímhez, 20 perccel a kezdés előtt a produkciós csapat visszatérhetett az eredeti tervekhez, ugyanis a szélvihar elmúlt. A közvetítés során számos alkalommal utaltak az időjárási körülményekre, például a főcím alatt a szereplők esernyőt tartanak a kezükben, az egyik reklámszünetben Mario Lopez felkonferálta El Niñót, mint az est különleges vendégét, továbbá McGee igazgatónő (Ana Gasteyer) remélte, hogy az iskolabál alatt nem fog esni.

### Greg Hudgens halála
Az eredeti sugárzás napján Vanessa Hudgens bejelentette Twitteren, hogy édesapja, Greg Hudgens az előző éjszaka elhunyt, és alakítását a Grease élőben az ő emlékére szenteli. Marc Platt, a producer az Entertainment Weeklynek azt nyilatkozta, iszonyatosan büszke arra, ahogyan Hudgens kezelte a helyzetet, valamint a Fox és a Paramount is beleegyezett, hogy a stáblista végére odaírják, Greg Hudgens emlékére. Platt szerint az egész stáb Vanessa mellett volt.

## Cselekmény
|  | Alább a cselekmény részletei következnek! |

1958 nyarának végén Danny Zuko és a utahi Sandy Young könnyes búcsút vesznek egymástól, mivel Sandy csak a nyarat töltötte itt, az iskolakezdésre visszatér Salt Lake Citybe. Danny azzal vigasztalja, ne azzal foglalkozzon, hogy talán sosem találkoznak újra, hanem csak az számít, ami most történik.
Danny szavai áttörik a negyedik falat, így a főcímzene felcsendül, a félközeli távolivá változik, a közönség ujjongani kezd, egy táncos és egy stábtag bemutatja a kamerának a műsor logóját, ami mögül Jessie J lép elő, aki elénekli a főcímdalt (Grease (Is the Word)) egy három és félperces vágásmentes steadicam-jelenetben, amihez a Pink Ladyket és a “T”-Birdöket játszó színészek is társulnak, közben a néző betekintést nyer a színfalak mögé. A dalt követően visszatérünk a történethez.
A “T”-Birds greaserbanda tagjai (Sonny LaTierri, Putzie, Doody és Kenickie) újraegyesülnek a tanévkezdéskor, akik a Rydell Gimnáziumba belépve vezérüket, Danny Zukót találják egy diáklánynak udvarolva. Danny megemlíti, hogy izgalmas pillanatokat töltött el a tengerparton vízimentőként, majd a stréber Eugene Felsnicket terrorizálják, ezt követően az igazgatónő, Ms. McGee kerül konfliktusba Sonnyval. Órára menet találkoznak a végzőslétnek örvendő Pink Ladies banda tagjaival (Marty Maraschinóval, Jannel, Frenchyvel és vezérükkel, Betty Rizzóval), Frenchy viszont lemarad, mert táskája tartalma kiszóródik és a földre hullik. Egy új lány, a késésben lévő Sandy Young mutatkozik be, és segíti összeszedni a lehullott dolgokat, akivel együtt mennek órára. Az igazgatónő beszédben köszönti a végzősöket, és bejelenti, hogy a Rydell Gimnázium esélyes, hogy a National Bandstand című tévéműsor keretein belül bemutathassa diákjait az egész országnak.
Ebédszünetben Frenchy bemutatja Sandyt a Pink Ladyknek, míg a “T”-Birdök kigúnyolják az iskolai focicsapatot, köztük Tom Chisumot, a kapitányt. A lányok Sandyt, a fiúk Dannyt kérdezik meg, hogy töltötték a nyarat, akik elmesélik az egymással együtt töltött éjszakákat a nevek kimondása nélkül. Míg Sandy a romantikáról, a lovagiasságról és az erkölcsösségről áradozik, addig Danny a történteket jelentősen kisarkítva egy smárolásokban és szexualitásban gazdag képet vázol fel (Summer Nights). A pompompróbára menet kiderül, hogy az úriembernek lefestett fiú nem más, mint a Rydellbe járó Danny Zuko, és Rizzo beharangozza, hogy a mesebeli herceg valahol, valamikor felbukkanhat újra. Sandy a Pink Ladykkel ellentétben jelentkezett a pompomcsapatba, aminek a kapitánya, a buzgómócsing Patty Simcox igyekezne porig alázni, azonban ez visszafelé sül el, hiszen Sandy arrogancia nélkül túlteljesíti a nagyképű Pattyt.
Jövőhéten pénteken a szurkolói bulin Sandy is fellép, majd Calhoun edző beszéde alatt Tom flörtöl vele. Kenickie megvásárolja az autót, amiért egész nyáron dolgozott, és amiről már az első napon is áradozott, azonban az iskola elé érve barátai kigúnyolják a lepukkant tragacsa miatt. Közben feltűnik a rivális banda, a Skorpiók, és Kenickie kihívja a vezért, Leót egy autóversenyre. Rizzót továbbra is frusztrálja a tény, hogy Sandyvel Danny, akivel korábban ő is kavart, milyen lovagiasan viselkedett a nyáron, ezért mindkettőjüknek hatalmas meglepődést okozva Dannyt szembesíti Sandyvel. Először mindkét fél kicsattan az örömtől, azonban utóbbi a többi “T”-Bird lenyűgözése érdekében közömbösen és lekezelően viselkedik a lánnyal, ami felbosszantja Sandyt, és elviharzik. Frenchy megvigasztalja, és továbbra is várja a pizsamapartijába, ahova korábban meghívta.
Aznap este Frenchyéknél Marty kérkedik az ajándékokkal, amiket a Koreában szolgáló tengerészgyalogos barátja, Freddy küldött neki (Freddy, My Love), majd Frenchy bejelenti, hogy kimarad az iskolából, helyette a La Coiffure Szépségakadémiába jelentkezik. Gyakorlásképpen ráveszi Sandyt, hogy kifúrhassa a fülét. Mivel a vértől Sandy rosszul lett, valamint a buli során vonakodott bort inni, ezért Rizzo kigúnyolja naiva természetét (Look At Me, I'm Sandra Dee), majd ott hagyja a lányokat, mikor a “T”-Birdök megérkeznek a helyszínre Kenickie kocsijával.
Kenickie és Rizzo éppen együttlétre készülnek, amikor kiderül, hogy az óvszer lyukas, azonban ez nem tántorítja el őket. Közben megzavarja őket a rivális greaserbanda vezére, Leo és barátnője, Cha-Cha. Leo sértegeti Rizzót, valamint szándékosan nekiütközik Kenickie autójának a sajátjával. Miután végre kettesben lehetnek, Rizzo és Kenickie elkezdhetik a légyottjukat.
A következő tanítási napon a Rydell sok esélyt szerez a National Bandstand producerénél, Mr. Stan Weavernél, miután Marty a „havi látogatóra” hivatkozva igazolást nyújt be az igazgató asszisztensének, Blanche-nek a késés miatt, és közben elbűvöli Mr. Weavert. Kenickie magával viszi a kocsiját a technikaórára, hogy együtt szereljék meg, ugyanis Leo tönkretette. A “T”-Birdök vonakodnak, azonban a korábban dutyiban ült tanár, Mrs. Murdock felbátorítja őket, mondván minden autót meg lehet javítani a parkoló autókban található alkatrészekből. Sonny, Putize és Doody még mindig szkeptikus, azonban Danny segítségével Kenickie elmagyarázza, hogy egy csajmágnes járgánnyá, Pomádévillámmá is lehetne alakítani az autót (Greased Lightnin').
A közkedvelt gyorsétteremben, a Frosty Palace-ben Danny Sandyt Tommal randevúzva találja. Mikor Sandy a zenegéphez megy dalt választani, Danny megkörnyékezi és bocsánatot kér, azonban ez Sandyt nem hatja meg, és berakja a Doody által kért számot, aki rögtönzött gitárkoncertet tart az étteremben és az iskola tornatermében, mivel hiányolja Frenchyt, amiért a lány kiiratkozott a gimnáziumból, de reménykedik, hogy visszatér (Those Magic Changes). Közben Danny Calhoun edző segítségével felvételt próbál nyerni a sportcsapatba annak érdekében, hogy visszanyerje Sandyt. Miután kosarazásnál és birkózásnál is konfliktusba keveredik az atlétákkal, az edző a hosszútávfutást javasolja. Sandyt ezzel sikeresen visszanyeri, és elhívja a bálba.
A bál közeledtével Danny randevúra viszi Sandyt a Frosty Palace-be. Mivel nem akarja, hogy barátai együtt lássák a lánnyal, ezért titokban besurrannak, azonban Kenickie és Rizzo rögtön megtalálja, hamarosan pedig az egész banda csatlakozik, de Rizzo sértegetésére Danny és Sandy távozik. Míg Putzie táncpartnert talál Jan személyében, akit elhív a bálba, velük szemben Kenickie Rizzóval vitába keveredik, és véget vetnek a kapcsolatuknak, aminek a következményeképpen Rizzo nyakon önti Kenickie-t egy pohár turmixszal. Frenchy marad egyedül a turmixot feltakarító pincérnővel, Violával az étteremben, és felfedi a kompromittáló rózsaszín hajszínét, valamint elpanaszolja Vi-nak, hogy kirúgták a szépségiskolából. Nem tudja, hogy mihez kezdjen, Frenchy egy angyalért könyörög, aki kisegíti a bajból (All I Need Is an Angel), majd meg is látogatja három őrangyal, akik őt sértegetve azt tanácsolják, térjen vissza a Rydellbe (Beauty School Dropout).
Elérkezik a szombati tavaszi bál napja (Rock N' Roll Party Queen; Rock N' Roll Is Here To Stay; Cake by the Ocean; Maybe (Baybe)), amit a Rydell közvetíthet élőben a televízióban. Frenchy, miután visszairatkozott, Doodyval megy a bálba, Rizzo Leóval jelenik meg, míg Kenickie partnere Cha-Cha DiGregorio. A National Bandstand műsorvezetője, Vince Fontaine kikezd Martyval, aki azonban a korábbi rögeszméje ellenére túl öregnek találja. Sonny próbálja felkérni őt sikertelenül. Az élőben közvetített táncversenyt Danny és Sandy nyerné, azonban Rizzo az operatőrt rájuk irányítja. Mivel Sandy nem akarja, hogy vegye a kamera, így lerohan a táncparkettről, és rögtön átveszi a helyét Cha-Cha, aki Dannyvel megnyeri a versenyt (Born to Hand Jive). Miközben a győztesek a rivaldafényben lassúzhatnak (Mooning), Sandy immár hazatérve azon szomorkodik, hogy szerelme lemondott róla a táncverseny megnyerése érdekében (Hopelessly Devoted to You).
Hétfőn az igazgatónő bejelenti, hogy értesítette a rendőrséget, amiért valaki alkohollal megspékelte a puncsot, mely kellemetlen történésekhez vezetett. Danny, miután egész héten elnézést kéregetett tőle, pénteken elhívja Sandyt moziba, de a lány közönyös marad, amíg meg nem kéri Danny, hogy hordja a gyűrűjét, amit lány hatalmas örömmel el is fogad. Danny igyekszik kikezdeni vele, azonban ezzel felbosszantja Sandyt, és dühösen hozzávágja a gyűrűt, majd elviharzik az autós moziból a fiút faképnél hagyva, aki összezavarodva és megsértve érzi magát, amiért Sandy ejtette (Sandy). Eközben Rizzo elpanaszolja Martynak, hogy kimaradt a havi vérzése, de megkéri, tartsa titokban, azonban a hír eljut Kenickie-hez. Rizzo megkönnyíti, mégis elég rendesen megsérti a fiút, mivel azt mondja, hogy nem az ő gyereke.
Másnapra elkészül Kenickie autója, ami bámulatosan néz ki, azonban Eugene szerint nem győzhet Leóval szemben, és felajánlja a segítségét, amit a “T”-Birdök vonakodva, de elfogadnak. Közben Rizzót Patty nevetség tárgyává tette az iskolában, azonban Sandy kiáll Rizzo mellett, amit ő vonakodva megköszön. Órára menet önmagában elmélázik, hogy a bűnei mégsem olyan súlyosak, amilyennek mások gondolják, és szerinte az a legnagyobb bűn, amit elkövethet, hogy nyilvánosan (főleg Patty Simcox előtt) sírjon (There Are Worse Thing I Could Do).
A “T”-Birdök Eugene-nal és Mrs. Murdockkal, a Pink Ladyk és a Skorpiók is összegyűlnek a autóversenyhez, a tét a vesztes autó tulajdoni lapja. Mielőtt a verseny megkezdődik, Rizzo váratlanul felbukkan, és azt kéri Kenickie-től, vigyázzon magára, aki elbizonytalanodik, hogy vállalkozzon-e a veszélyes autóversenyre, hiszen Rizzónak és a gyerekének szüksége lehet rá. Danny „önzetlenségből” kiüti Kenickie-t, és megkéri, hogy versenyezhessen helyette. Ugyan szoros a verseny, de Eugene találmányával megelőzi Leót, majd hálából beveszik Eugene-t a bandába. Sandy elmélázik, amit Danny mondott a verseny előtt, hogy mi értelme az életnek, ha nem fogadjuk el a kihívásokat, és elhatározza, hogy megváltoztatja az életfelfogását és a stílusát, amihez Rizzo és a lányok segítségét kéri (Look At Me, I'm Sandra Dee (Reprise)).
Az egész iskola ünnepli a tanévzárást egy iskolai karnevál keretében, ahol Kenickie megkéri Rizzo kezét, hogy a házasságon kívüli gyermek miatti leégést elkerülhesse, azonban Rizzo bejelenti, nem terhes, de Kenickie véleményét ez nem változtatja meg, és újra összejönnek. Marty esélyt ad Sonnynak, aki egész évben igyekezett meghódítani, míg Danny megjelenik a iskolai sportcsapat pulóverében jelezve, hogy mindent megtesz Sandyért, és kilép a bandából. Azonban felbukkan Sandy az egész iskolát sokkolva új stílusával: tupírozott és göndörített frizura, karika-fülbevaló, kirívó fekete öltözék és motoros bőrkabát, minden, amire egy greaserfiú vágyik, majd Dannyvel megerősítik az egymás iránti vonzalmat (You're the One That I Want). A csapat egyesül, azonban Jan aggódik, hogy érettségi után szétmegy a banda, viszont Danny ezzel nem ért egyet.
Miután elkiabálja magát, újra áttöri a negyedik falat, a színészek a golfkocsikra pattannak, amikkel a színfalak mögött a szereplőgárda a színhelyeket közelítette meg, és énekelve barátságukat ünneplik (We Go Together). Az iskola elé felállított vidámparkhoz mennek, ahol tánc keretében zárják a produkciót. Az utolsó percekben meghajolnak a táncosok, a mellékszereplők és végül a főszereplők.
|  | Itt a vége a cselekmény részletezésének! |

## Szereplők

### Főszereplők
- Julianne Hough (Sipos Eszer) mint Sandy Young, Danny barátnője Utahból (ez, a konzervatív megnyilvánulásai, és vezetéknevének Brigham Younggal való egyezése mormon neveltetésre utal), aki jó kislány-pompomlányból greaserré változik a produkció során.
- Aaron Tveit (Fehér Tibor) mint Danny Zuko, Sandy barátja, a “T”-Birds greaserbanda vezére.
- Vanessa Hudgens (Bogdányi Titanilla) mint Betty Rizzo, a Rózsaszín Hölgyek vezére, aki eleinte mindenben keresztbe tesz Sandynek féltékenységből.
- Carlos PenaVega (Gacsal Ádám) mint Kenickie, a “T”-Birds tagja, a Pomádévillám (Greased Lightnin') nevű autó tulajdonosa, Danny legjobb barátja, Rizzo se veled, se nélküled barátja.

### Pink Ladies (Rózsaszín Hölgyek)
- Carly Rae Jepsen (Czető Zsanett) mint Frenchy, Sandy legjobb barátnője, aki a gimnáziumot ott hagyta, hogy fodrász-kozmetikus legyen.
- Keke Palmer (Laurinyecz Réka) mint Marty Maraschino, a Rózsaszín Hölgyek sötét bombázója.
- Kether Donohue (Köves Dóra) mint Jan, a Rózsaszín Hölgyek némileg különc tagja.

### “T”-Birds
- Jordan Fisher (Baráth István) mint Doody, naiv és jó fiús feltörekvő zenész.
- Andrew Call (Czető Roland) mint Sonny, bajkeverő szoknyavadász, aki mindent elkövet, hogy a bandában elfogadják.
- David Del Rio (Hamvas Dániel) mint Putzie, kaján és magabiztos, akinek célja szintén, hogy barátai elfogadják.

### Különleges vendégek
- Didi Conn (Nyakó Júlia) mint Vi, a pincérnő (Conn Frenchyt játszotta az 1978-as filmben, Carly Rae Jepsen karakterének lehetősége volt, hogy a régi Frenchyvel kapcsolatot teremtsen.)
- Barry Pearl (Sörös Miklós) mint Mr. Stan Weaver, a National Bandstand (Nemzeti Zenepavilon) producere (Pearl Doodyt játszotta az 1978-as filmben).

### Zenei vendégek
- Jessie J, mint a főcímzene énekese.
- Boyz II Men, mint a tiniangyal(ok).
- Joe Jonas és a DNCE mint Johnny Casino és zenekara.

### Mellékszereplők
- Mario Lopez (Papp Dániel) mint Vince Fontaine, a National Bandstand műsorvezetője.
- Ana Gasteyer (Orosz Anna) mint a vénkisasszony McGee igazgatónő.
- Elle McLemore (Csuha Bori) mint Patty Simcox, a pompomcsapat kapitánya.
- Wendell Pierce (Galambos Péter) mint Calhoun edző.
- Eve Plumb (Madarász Éva) mint Mrs. Murdock, a technikatanár.
- Sam Clark (Berkes Bence) mint Leo, a Skorpiók vezére.
- Yvette Gonzalez-Nacer (Vadász Bea) mint Charlene "Cha-Cha" DiGregorio.
- Noah Robbins (Szalay Csongor) mint Eugene Felsnick, a Rydell éltanulója.
- Jon Robert Hall (Stern Dániel) mint Tom Chisum, a sportcsapat kapitánya.
- Haneefah Wood (Kocsis Mariann) mint Blanche, az igazgató titkára.

### Magyar szinkron
A szinkront a Mafilm Audio Kft. készítette az HBO megbízásából.
- További magyar hangok: Gulás Fanni, Jakab Márk, Nagy Viktor, Skolnik Rudolf, Szelle Szilárd, Tamási Nikolett, Tóth Dorottya, Vámos Mónika
- Felolvasó: Endrédi Máté
- Magyar szöveg: Vajda Evelin
- Hangmérnök: Farkas László
- Vágó: Kajdácsi Brigitta
- Gyártásvezető: Fehér József
- Szinkronrendező: Kolozs Dóra

## Zenei album
A hivatalos zenei albumot Grease: Live – Music from the Television Event címmel január 31-én adta ki a Paramount Pictures. A Target Corporation által kiadott album, mely március 4-én jelent meg, további 4 számot tartalmaz. A műsorban 23 dalt adtak elő, de ebből csak 19-et tartalmaz a hivatalos album. Az „Alma Mater” (melyet Ana Gasteyer és Haneefah Wood adott elő) és a „Mooning” (melyet a DNCE adott elő) című dalokat nem adták ki.

### Számlista
| #   | Cím                               | Előadó                                             | Hossz |
| --- | --------------------------------- | -------------------------------------------------- | ----- |
| 1.  | Grease (Is the Word)              | Jessie J                                           | 3:21  |
| 2.  | Summer Nights                     | Julianne Hough, Aaron Tveit és a Grease élő stábja | 3:38  |
| 3.  | Freddy, My Love                   | Keke Palmer                                        | 2:47  |
| 4.  | Look at Me, I'm Sandra Dee        | Vanessa Hudgens                                    | 1:41  |
| 5.  | Greased Lightnin'                 | Aaron Tveit és Carlos PenaVega                     | 3:16  |
| 6.  | Those Magic Changes               | Jordan Fisher és Aaron Tveit                       | 3:52  |
| 7.  | All I Need Is an Angel            | Carly Rae Jepsen                                   | 3:10  |
| 8.  | Beauty School Dropout             | Boyz II Men                                        | 3:52  |
| 9.  | Cake by the Ocean                 | DNCE                                               | 2:43  |
| 10. | Maybe (Baby)                      | DNCE                                               | 1:35  |
| 11. | Born to Hand Jive                 | DNCE                                               | 4:47  |
| 12. | Hopelessly Devoted to You         | Julianne Hough                                     | 3:04  |
| 13. | Sandy                             | Aaron Tveit                                        | 2:35  |
| 14. | There Are Worse Things I Could Do | Vanessa Hudgens                                    | 2:35  |
| 15. | You're the One That I Want        | Julianne Hough és Aaron Tveit                      | 3:01  |
| 16. | We Go Together                    | A Grease élő stábja                                | 3:12  |

| 17. | Rock n' Roll Party Queen             | DNCE                | 2:08 |
| 18. | Rock n' Roll Is Here to Stay         | DNCE                | 2:03 |
| 19. | Look at Me, I'm Sandra Dee (ráadás)  | Julianne Hough      | 1:33 |
| 20. | Grease (Is the Word) (karaokeverzió) | A Grease élő stábja | 3:22 |

## Fogadtatás

### Kritikai fogadtatás
A Grease élő főként pozitív véleményeket kapott. A véleményaggregátor Rotten Tomatoes a produkciót 91%-ra értékelte 34 vélemény alapján, egy 1–10 közötti skálán 8,3-ra sorolta be. Az oldal állítása szerint a Grease élő „minden kényszert és konvencionalitást ledobott magáról — hiszen azok a múlthoz tartoznak. Volt rá esély, hogy sikerülni is fog; kezdtük is elhinni, hogy lehetünk azok, akik vagyunk. Grease élő a kulcsszó” (ez utalás a főcímdalra). A Metacritic 22 kritika alapján 100-ból 74 pontot adott, mely általánosan kedvező véleményekre utal.
Megan Vick a TV Guide-tól úgy érezte, Kail túllépte az élőtelevíziós musicalek szabványát, és a várt módon sikeresen kombinálta a Grease nosztalgikus elemeit, miközben egy új élményt alkotott. A díszlettervezést és a megvalósítási képesseget — főleg az időjárási nehézségeket figyelembe véve — rendkívül megkapónak találta. „A Grease a kulcsszó, úgy tűnik, az értékelések szerint az is lesz.” Vick ugyan dicsérte Carly Rae Jepsen énekesi tehetségét, azonban úgy érzi, az All I Need Is an Angel túl modern egy musicalhez, ami az 1950-es években játszódik.
Jeremy Gerald a Deadline Hollywoodtól megjegyezte, hogy a Grease élő sugárzása gondtalanul zajlott, és az utolsó pillanatban a kültéren helyet kapott főcím egy remek tisztelgés minden idők legjobb musicalje, az Ének az esőben előtt. Elismerte, hogy az NBC élő musicaljei közül egyik sem érte el a Grease élő sztratoszférába törő nagyszerűségét, és a produkciót számos szempontból dicsérte, mint az élőközönség és a díszlet. Szerinte Vanessa Hudgens volt a műsor fénypontja, és nem lehetett volna nagyszerűbb párost találni Aaron Tveiten, a “T”-Birds vezérén, és Julianne Hough-on, az új, bájos utahi lányon kívül. Végezetül úgy érezte, soha nem látott leleményesebb kölcsönhatást egy műsor és a mechanika között, amely éppen még vonzóbbá tette. Ez és a közönség is lényeges szerepet játszott abban, hogy a lelkes taps megtörte a korábbi élő musicalek általi kínos csendet, mely a kulcsfontosságú pillanatokat követte. Az előadásmód új szabványát állította fel, amit nehéz lesz überelni.
A Varietytől Maureen Ryan úgy érezte, Hough és Tveit alakítása gyenge volt, azok, akik John Travolta és Olivia Newton-John öröksége miatt aggódtak, megnyugodhatnak. Egyéb malőrök mellett, mint a Hopelessly Devoted to You hanghibái és a közönség jelenlétének szürrealitása bizonyos jelenetekben, Ryan úgy érezte, a Grease élő helyén kezelte a nagy dolgokat, valamint élőközönség bevonásának, kreatív előadásmódnak, energikus operatőri technikák alkalmazásának köszönhetően impresszív lendülettel és spontaneitással büszkélkedhet. Az egyéni előadások közül Ryan Keke Palmer, Vanessa Hudgens és Carly Rae Jepsen éneklési tehetségét, Elle McLemore egyszerűen nagyszerű Pattyjét, Kether Donahue fertőző vidámságát és Ana Gasteyer gyönyörűen bohókás időzítését dicsérte. Úgy gondolja, hogyha a FOX a jövőben a főszereplőket jól válogatja, és újra elcsípi Kailt, a közönség biztosan reménytelenül kötődni fog a csatorna következő élő-musicaltörekvéséhez. A USA Todayben Robert Bianco a produkció számos pozitív és negatív szempontjáról írt. Dicsérte a mellékszereplők játékát, viszont panaszkodott a musical elbutítására. „A Broadway-musical eredetileg azt figurázta ki, hogy rózsaszín szemüvegen keresztül pillantunk vissza az 1950-es évekre, mára már egy nosztalgikus pocsolyává változott, így a színdarab különféle hangulatok furcsa keveréke maradt. Ez a változat különösképpen egy olyan forgatókönyvvel állt elő, ami úgy tűnt, néha elveszett a dalok és a belső viccek között.” Szerinte a színészi játék gyakran olyan lapos volt, hogy a kinetikus, látványban lenyűgöző zeneszámok szükséges fellélegzést jelentettek. Azonban úgy érezte, a végén életre kelt a produkció.

### Nézettség
A Grease élőt 12,18 millió látta az Amerikai Egyesült Államokban, így az este legnézettebb műsora lett. A produkció a FOX legjobb közönségarányát eredményezte a 2015-ös Empire sorozat második évada óta, amit 16,18 millió néző követett figyelemmel.  Teljes közönségarányt tekintve 6%-os, a 18–49-es közönségarányt tekintve 30%-os fölényt hozott az NBC „The Wiz Live!” műsorral szemben, miközben mindkét produkció NFL-mérkőzésekkel versengett, a The Wiz Live! a CBS Thursday Night Football meccseinek egyikével, a Grease élő az ESPN Pro Bowl mérkőzéseinek egyikével. A Grease élő sugárzása alatt több mint 1,2 millió Twitter-bejegyzés született, főleg Vanessa Hudgensnek nyilvánítottak részvétet a felhasználók. A produkciót újra műsorra tűzték 2016. március 27-én, húsvétvasárnap, amit 1,54 millió néző követett figyelemmel.

### Elismerések
| Díj                        | Kategória                                                                                                 | Jelölt | Eredmény |
| -------------------------- | --- | --- | -------- |
| Primetime Emmy-díj         | Kiemelkedő különkiadású műsor                                                                             | Marc Platt, Thomas Kail, Alex Rudzinski, Adam Siegel és Greg Sills | Elnyerte |
| Primetime Emmy-díj         | Legjobb rendezés különkiadású varietéműsorban                                                             | Thomas Kail and és Rudzinski | Elnyerte |
| Primetime Emmy-díj         | Legjobb szereposztás tévéfilmben, minisorozatban vagy különkiadásban                                      | Telsey + Company | Jelölve  |
| Primetime Emmy-díj         | Kiemelkedő jelmezek egy varietéműsorban, dokumentumfilmben vagy valóságshow-ban                           | William Ivey Long, Paul Spadone, Nanrose Buchman, Gail Fitzgibbons és Tom Beall | Jelölve  |
| Primetime Emmy-díj         | Kiemelkedő frizurák egy többkamerás sorozatban vagy különkiadásban                                        | Mary Guerrero, Kimi Messina, Gail Ryan, Jennifer Guerrero, Dean Banowetz és Lucia Mace | Jelölve  |
| Primetime Emmy-díj         | Kiemelkedő smink egy többkamerás sorozatban vagy különkiadásban                                           | Zena Shteysel, Angela Moos, Julie Socash és Alison Gladieux | Jelölve  |
| Primetime Emmy-díj         | Kiemelkedő díszlettervezés egy varietéműsorban, dokumentumfilmben, eseményen vagy díjátadó-ünnepségen     | David Korins, Joe Celli és Jason Howard | Elnyerte |
| Primetime Emmy-díj         | Kiemelkedő világítástechnika/világítástervezés egy varieté-különkiadásban                                 | Al Gurdon, Travis Hagenbuch, Madigan Stehly, Will Gossett és Ryan Tanker | Elnyerte |
| Primetime Emmy-díj         | Kiemelkedő hangkeverés egy varietésorozatban vagy különkiadásban                                          | Biff Dawes, Eric Johnston, Bob LaMasney, Pablo Munguia, Kevin Wapner, John Protzko, John Garlick és Barrance D. Warrick | Jelölve  |
| Primetime Emmy-díj         | Kiemelkedő technikai rendezés, kameramunka, videókontroll egy minisorozatban, filmben vagy különkiadásban | Eric Becker, Bert Atkinson, Keith Dicker, Randy Gomez, Sr., Nat Havholm, Ron Lehman, Dave Levisohn, Tore Livia, Mike Malone, Adam Margolis, Rob Palmer, Brian Reason, Damien Tuffereau, Easter Xua, Chris Hill és Matt Pascale | Elnyerte |
| 2017 MTV Movie & TV Awards | Legjobb zenei pillanat                                                                                    | „You're the One That I Want” és szereplőgárdája | Elnyerte |

## Vetítés és elérhetőség
A közvetítés 2016. január 31-én az amerikai sugárzási rendnek megfelelően a keleti partvidéken helyi idő szerint 19:00-kor (EST, UTC–05:00) kezdődött, a forgatás helyszínén, a nyugati partvidéken fekvő Burbankben ekkor 16 óra (PST, UTC–08:00) volt. A közvetítés során két hanghibát tapasztaltak a tévénézők 21 óra környékén (EST, UTC–05:00). A táncverseny során a hang körülbelül 20 másodpercre elnémult, később meg Sandy szívfájdalmas balladájának éneklését statikus mikrofonzaj kísérte. A produkció késleltetetten a forgatás helyszínén is adásba került helyi idő szerint 19:00-kor (PST, UTC–08:00), azonban ebben a változatban a hanghibákat kijavították mégpedig úgy, hogy az élő eseményt megelőző napon felvették a teljes produkciót arra az esetre, ha valami hiba csúszna a sugárzásba, így a táncverseny elejét (1 perc, 10 másodperc) és Sandy szólóját a vész esetére rögzített változatra cserélték. Ez a verzió került adásba március 27-én, húsvétvasárnap, amikor a Fox #GreaseAgain hashtaggel ellátva (a közösségi médiában hasonlóképpen reklámozva) ismételten levetítette a produkciót, valamint ugyanúgy a módosított változat szerepel a kiadott DVD-ken, digitálismédia-áruházakban és a Blu-Ray-lemezeken.
Még februárban elérhetővé tették a műsort digitális-médiaáruházakban (iTunes, Amazon), 2016. március 8-án pedig kiadták DVD-n, azonban ez a változat nagyjából 3 perccel rövidebb, mint a tévében sugárzott, ugyanis Mario Lopez önmagát alakítva (és nem Vince Fontaine-ként) közvetlenül a reklámszünet előtt kétszer bejelentkezett a helyszínről, és a műsort kommentálta a nézőknek, valamint 6 színfalak mögötti videó-összeállításból ötöt narrált. 2018. április 24-én a Grease című film 40. évfordulóját ünnepelve a Grease élőt is mellékelték a különleges, gyűjtői SteelBook-változathoz, mely a produkció első Blu-Ray-kiadása.
Magyarországon az HBO birtokolta a vetítés jogait egy évig, utoljára 2017. július 29-én került adásba. Korábban elérhető volt az HBO GO-n, azonban a vetítési licenc lejárata miatt már nem lejátszható. Hazánkban sem DVD-, sem Blu-Ray-lemezen nem adták ki ellentétben számos európai országgal, így semmilyen formában nem elérhető.

## Fordítás
- Ez a szócikk részben vagy egészben  a   Grease: Live című angol Wikipédia-szócikk fordításán alapul.  Az eredeti cikk szerkesztőit annak laptörténete sorolja fel. Ez a jelzés csupán a megfogalmazás eredetét és a szerzői jogokat jelzi, nem szolgál a cikkben szereplő információk forrásmegjelöléseként.